# Diatraea mitteri
Diatraea mitteri is een vlinder van de familie van de grasmotten (Crambidae). De wetenschappelijke naam van deze soort is voor het eerst voorgesteld door Maria Alma Solis in een publicatie uit 2015.
De soort komt voor in de Verenigde Staten.